# Créteil

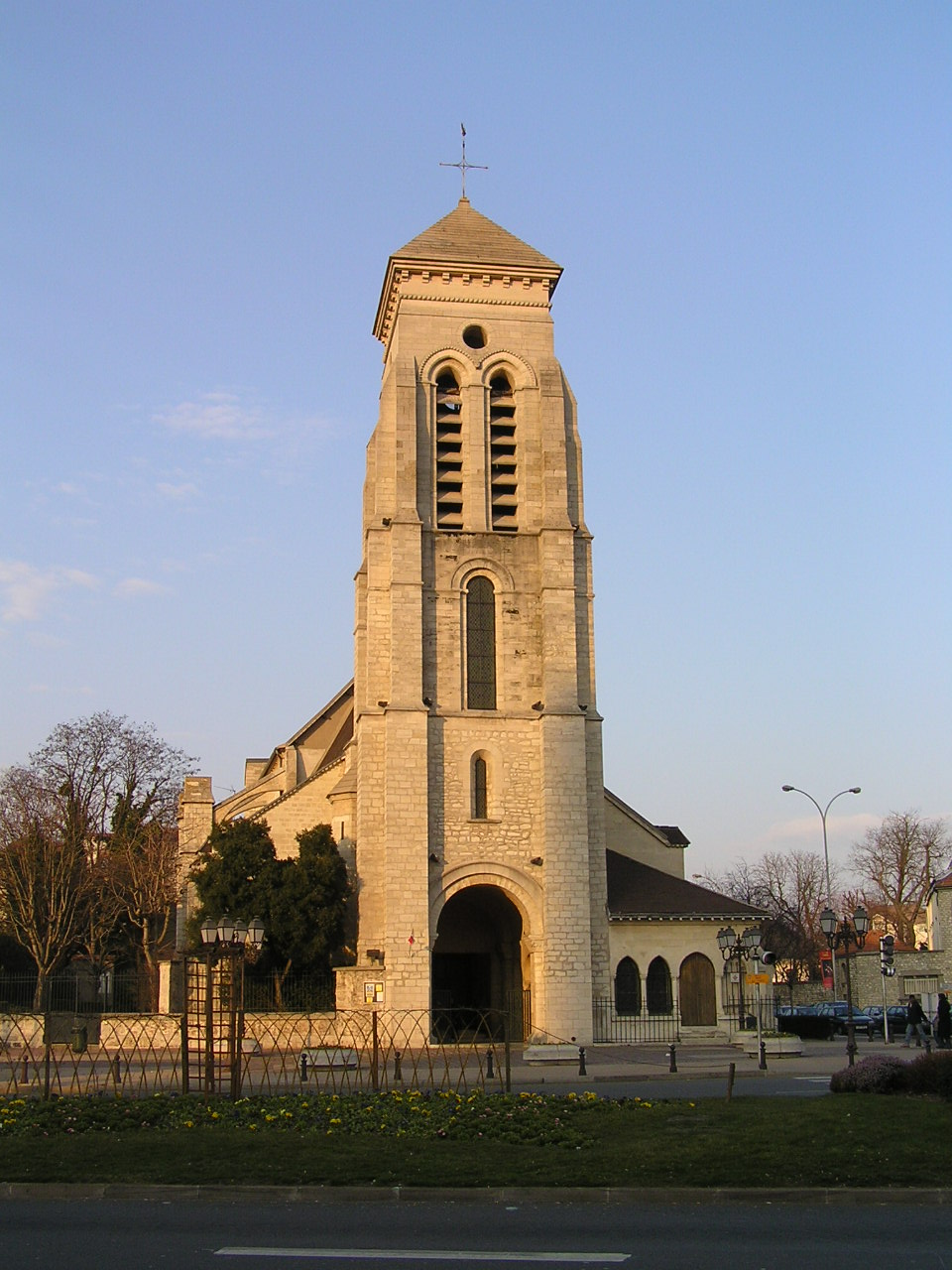
Église Saint-Christophe i Créteil

Créteil är en kommun i departementet Val-de-Marne i regionen Île-de-France i norra Frankrike. Kommunen är chef-lieu över 3 kantoner som tillhör arrondissementet Créteil. År 2022 hade Créteil 92 859 invånare.
Kommunen ligger i de sydöstra förorterna till Paris cirka 11,5 kilometer från Paris centrum. Créteil är residensstad, préfecture, i departementet Val-de-Marne.

## Befolkningsutveckling
Antalet invånare i kommunen Créteil
| Referens: INSEE |